# Elección presidencial de la República Checa de 2023
Las elecciones presidenciales se llevaron a cabo en la República Checa los días viernes 13 y sábado 14 de enero de 2023. Dado que ningún candidato ganó la mayoría absoluta, se realizó una segunda vuelta electoral durante los días viernes 27 y sábado 28 de enero de 2023 entre los dos candidatos principales: el general retirado Petr Pavel y el ex primer ministro Andrej Babiš. El presidente en ejercicio, Miloš Zeman, no es elegible para postularse para otro mandato.
La primera vuelta tuvo lugar los días 13 y 14 de enero. Petr Pavel, ex presidente del Comité Militar de la OTAN, se postuló como independiente y fue uno de los tres candidatos respaldados por la alianza gobernante Juntos. Ganó la primera vuelta de las elecciones con el 35,4 % del voto popular, mientras que el ex primer ministro Andrej Babiš, que se presentó como candidato de ANO 2011, terminó segundo con el 35 %. Pavel fue respaldado por todos menos uno de los candidatos eliminados de la segunda vuelta y el actual primer ministro Petr Fiala, mientras que Babiš recibió el respaldo del Partido Comunista de Bohemia y Moravia y el presidente saliente Zeman.
La segunda vuelta se celebró los días 27 y 28 de enero. Pavel ganó la segunda vuelta contra Babiš con el 58% de los votos para convertirse en presidente electo. Asumirá el cargo el 9 de marzo, reemplazando a Zeman. Babiš admitió la derrota y felicitó a Pavel, junto con Fiala enviando un mensaje de felicitación. La participación electoral en la segunda vuelta fue del 70%, la más alta en una elección presidencial checa directa.
Pavel fue felicitado por medio de las redes sociales por el presidente francés Emmanuel Macron y el presidente ucraniano Volodímir Zelenski, mientras que la presidenta eslovaca Zuzana Čaputová visitó al presidente electo en su sede de campaña para felicitarlo personalmente.

## Contexto
Las elecciones legislativas de 2021 dieron como resultado la derrota de ANO 2011, encabezada por el primer ministro Andrej Babiš, y una mayoría para los partidos de oposición en la Cámara de Diputados. Esto provocó especulaciones de que Babiš podría postularse para la presidencia luego de su derrota en las elecciones legislativas. Tras las elecciones del 10 de octubre, el presidente Zeman fue hospitalizado, lo que generó dudas sobre cómo y cuándo se celebrarían las conversaciones para la formación del gobierno. El 11 de octubre, un portavoz del hospital dijo que la condición de Zeman se había estabilizado, pero aún no podía hablar sobre el pronóstico: "El motivo de la hospitalización [de Zeman] son las complicaciones de las enfermedades por las que ha estado recibiendo tratamientos". El líder de SPOLU, Petr Fiala, declaró el 12 de octubre de 2021 que la alianza nominaría a un candidato.
El 18 de octubre de 2021, Miloš Vystrčil, presidente del Senado de la República Checa, anunció que había recibido una carta del Hospital Militar Central que declaraba a Zeman no apto para cumplir con sus funciones como presidente e indicó planes para activar el artículo 66 de la constitución. destituir a Zeman de su cargo. En respuesta, el Senado anunció su intención de transferir los poderes constitucionales de Zeman al actual primer ministro Andrej Babiš y al presidente de la Cámara de Diputados Radek Vondráček, también de ANO 2011. Sin embargo, fue dado de alta del hospital el 27 de noviembre de 2021 y reanudó sus funciones.
El primer ministro saliente, Andrej Babiš, declaró el 20 de noviembre de 2021 que se postularía para la presidencia si sus partidarios reúnen las 50.000 firmas requeridas.
Karel Janeček, empresario multimillonario y activista anticorrupción, anunció su candidatura el 21 de enero de 2022.
Kateřina Konečná confirmó el 31 de enero de 2022 que el Partido Comunista de Bohemia y Moravia tiene la intención de nominar un candidato. Se confirmó que Josef Skála y Vojtěch Filip buscaban la nominación del partido. El 2 de febrero de 2022 Skála fue anunciado como candidato del Partido Comunista. El 14 de febrero de 2022, Jakub Olbert declaró que había reunido 30.000 firmas para su candidatura.
Denisa Rohanová anunció el 18 de febrero que había presentado su candidatura firmada por 20 diputados de la Cámara de Diputados que fueron elegidos en las elecciones de 2017, diciendo que había cumplido con los requisitos para calificar para la boleta electoral. Su opinión fue cuestionada por el abogado constitucional Jan Kysela, quien argumentó que Rohanová no podía usar las firmas de ex parlamentarios. Rohanová afirmó que todavía tenía la intención de recolectar 50.000 firmas de ciudadanos y ya había reunido 27.000.
Středula anunció su candidatura y comenzó a recolectar firmas el 5 de mayo de 2022. El líder del Partido Socialdemócrata Checo, Michal Šmarda, anunció que su partido probablemente apoyaría la candidatura de Středula. Lo apoya el actual presidente Miloš Zeman.
Danuše Nerudová anunció su candidatura el 31 de mayo de 2022. El 20 de junio de 2022, Tomáš Březina anunció que había reunido las 50 000 firmas requeridas.
Petr Pavel, ex presidente del Comité Militar de la OTAN confirmó su intención de postularse el 29 de junio de 2022 y dijo que lanzaría su campaña oficialmente en agosto de 2022.
Tras los resultados electorales de la primera vuelta, el primer ministro Petr Fiala y los candidatos Danuše Nerudová, Pavel Fischer y Marek Hilšer apoyaron al general Pavel. Mientras que el presidente saliente Miloš Zeman apoyó a Andrej Babiš.

## Candidatos
Para calificar para la boleta, los candidatos deben reunir 50.000 firmas de ciudadanos, o el apoyo de veinte Diputados o diez Senadores. Los candidatos deben presentar sus solicitudes y firmas 66 días antes de la elección, luego de lo cual el Ministerio del Interior verificará una muestra de las firmas.
| Imagen | Candidato       | Partido                          | Firmas                    | Imagen | Candidato      | Partido                          | Firmas        |
| ------ | --------------- | -------------------------------- | ------------------------- | ------ | -------------- | -------------------------------- | ------------- |
|        | Andrej Babiš    | ANO 2011                         | 56 diputados              |        | Jaroslav Bašta | SPD                              | 20 diputados  |
|        | Pavel Fischer   | Independiente Apoyado por: SPOLU | 19 diputados 32 senadores |        | Marek Hilšer   | Independiente                    | 14 senadores  |
|        | Danuše Nerudová | Independiente Apoyada por: SPOLU | 82 628 firmas             |        | Petr Pavel     | Independiente Apoyado por: SPOLU | 81 000 firmas |
|        | Karel Diviš     | Independiente                    | 50 007 firmas             |        | Tomáš Zima     | Independiente                    | 13 senadores  |

- Josef Středula, candidato independiente, apoyado por el Partido Socialdemócrata Checo declinó su candidatura presidencial y apoyó a Nerudová, sin embargo aparecerá en la boleta electoral.

## Resultados
| Candidato             | Candidato             | Partido                       | Primera vuelta | Primera vuelta | Segunda vuelta | Segunda vuelta |
| Candidato             | Candidato             | Partido                       | Votos          | %              | Votos          | %              |
| --------------------- | --------------------- | ----------------------------- | -------------- | -------------- | -------------- | -------------- |
|                       | Petr Pavel            | Independiente                 | 1 975 056      | 35.40          | 3 358 926      | 58.32          |
|                       | Andrej Babiš          | ANO 2011                      | 1 952 213      | 34.99          | 2 400 271      | 41.68          |
|                       | Danuše Nerudová       | Independiente                 | 777 022        | 13.93          |                |                |
|                       | Pavel Fischer         | Independiente                 | 376 705        | 6.75           |                |                |
|                       | Jaroslav Bašta        | Libertad y Democracia Directa | 248 375        | 4.45           |                |                |
|                       | Marek Hilšer          | Marek Hilšer al Senado        | 142 908        | 2.56           |                |                |
|                       | Karel Diviš           | Independiente                 | 75 479         | 1.35           |                |                |
|                       | Tomáš Zima            | Independiente                 | 30 827         | 0.55           |                |                |
| Total                 | Total                 | Total                         | 5 578 585      | 100.00         | 5 759 197      | 100.00         |
|                       |                       |                               |                |                |                |                |
| Votos válidos         | Votos válidos         | Votos válidos                 | 5 578 585      | 99.21          | 5 759 197      | 99.51          |
| Votos nulos/en blanco | Votos nulos/en blanco | Votos nulos/en blanco         | 44 227         | 0.79           | 28 346         | 0.49           |
| Total                 | Total                 | Total                         | 5 622 812      | 100.00         | 5 787 543      | 100.00         |
| Participación         | Participación         | Participación                 | 8 245 962      | 68.19          | 8 242 566      | 70.22          |